# Crack Magazine
Crack Magazine (w skrócie Crack) – brytyjski bezpłatny miesięcznik poświęcony muzyce i kulturze, założony w 2009 roku w Bristolu. Istnieje również jako strona internetowa. 

## Historia i profil
Magazyn Crack został założony (jako startup) przez dziennikarza Toma Frosta i projektanta Jake’a Applebee w 2009 roku w Bristolu. Jest bezpłatnym czasopismem, zajmującym się nową muzyką, kulturą i wydarzeniami. Ma format A3 i jest drukowany w stylu newsowym, ilustrowanym odważnymi fotografiami. W 2011 roku dystrybucja magazynu dotarła do Cardiff, a w październiku wydano numer inauguracyjny w Londynie. Firma podpisała również umowę z siecią sklepów odzieżowych Urban Outfitters. Magazyn stał się miesięcznikiem. Uzupełnieniem jego działalności prasowej stała się sprzedaż towarów. W lutym 2012 roku Crack uruchomił usługę online do kupowania biletów na festiwale i koncerty. Na okładkach magazynu znalazły się zdjęcia takich artystów jak: Björk, Christine and the Queens, Jorja Smith, FKA twigs, Gorillaz i Queens of the Stone Age. Crack był pierwszym niezależnym magazynem muzycznym, który przeprowadził wywiad z Flying Lotusem publikując jego zdjęcie na zasadzie wyłączności.
Nakład wydania z lutego 2015 roku wyniósł 41 tysięcy egzemplarzy (dla porównania: nakład inauguracyjnego numeru z 2009 roku wyniósł 5 tysięcy). W tym samym roku magazyn stał się dostępny w Berlinie, a od marca 2017 roku – w Amsterdamie. 
W maju 2019 roku ukazało się 100. wydanie magazynu. Znalazła się w nim sesja zdjęciowa oraz wywiad z Thomem Yorke’em z zespołu Radiohead, którego fanami są obaj założyciele magazynu. Wraz z 100. wydaniem magazyn stał się dostępny w Nowym Jorku. W tym samym roku, z okazji dziesięciolecia swojej działalności Crack Magazine wydał książkę, The Crack Magazine Archives: A Decade of Shoots & the Stories Behind Them, poświęconą swoim sesjom zdjęciowym.
W 2020 roku Crack Magazine zainaugurował serię wydawniczą The Collections, 192-stronicową publikację specjalną wysokiej jakości, zawierającą najlepsze artykuły i zdjęcia roku oraz cztery nowe okładki. Na okładce pierwszego wydania znalazło się zdjęcie Kylie Minogue, a numerze – wywiad z nią.